# Pierre Goudreault
Pierre Goudreault (ur. 27 maja 1963 w Rouyn-Noranda) – kanadyjski duchowny katolicki, biskup Sainte-Anne-de-la-Pocatière od 2018.

## Życiorys

### Prezbiterat
Święcenia kapłańskie przyjął 18 maja 1991 i został inkardynowany do diecezji Rouyn-Noranda. Był m.in. wychowawcą seminarium im. św. Pawła w Ottawie oraz moderatorem wspólnoty Sainte-Trinité.

### Episkopat
8 grudnia 2017 roku został mianowany przez papieża Franciszka biskupem diecezji Sainte-Anne-de-la-Pocatière. Sakry udzielił mu 10 marca 2018 metropolita Quebecu - kardynał Gérald Lacroix.